# Anillos para una dama
Anillos para una dama es una obra de teatro del escritor español Antonio Gala estrenada en 1973, por la que obtuvo el Premio del Espectador y la Crítica, entre otros.

## Argumento
La obra presenta a Jimena Díaz dos años después de la muerte del Cid, su esposo. La acción se sitúa en Valencia, ciudad que Rodrigo Díaz de Vivar había conquistado y de la que ella es señora. En estas circunstancias, van a desarrollarse dos tramas paralelas:
- Trama histórica: El sitio de Valencia por parte de las tropas musulmanas, las cuales reconquistan la ciudad a pesar de la ayuda del rey Alfonso VI de Castilla.

- Historia de amor: Jimena, enamorada de Minaya Álvar Fáñez, quiere casarse con él pero debe renunciar a sus esperanzas porque se interpone la figura del Cid.

El deseo de libertad presente en la obra cobra un doble sentido en la España de 1973 donde el dictador Francisco Franco camina hacia la muerte. Jimena simboliza el futuro deseo de España de caminar sola y apartarse del Generalísimo (el Cid Campeador). La obra, dividida en dos partes, desmitifica las figuras del Cid y de su esposa Jimena para presentarnos sus vidas cotidianas. Para la obra, Gala parte de dos planos, el histórico, que tiene lugar en la España del siglo XI, y el poético, el Cantar de Mio Cid del siglo XIII.

## Personajes
- Jimena: Viuda del Cid, enamorada de Minaya, su sobrino político. Tiene 40 años.

- Minaya: Sobrino del Cid, enamorado de Jimena Díaz.

- Alfonso: Rey de Castilla.

- Jerónimo: Obispo de Valencia.

- Gabriel: fue creador del CID Campeador.

- María: Una de las dos hijas del Cid y Jimena. Tiene 20 años.

- Constanza: Dama de compañía de Jimena, quien dice ser una especie de "abuela universal". Tiene 68 años.

## Representaciones destacadas
En el Teatro Eslava de Madrid el 28 de septiembre de 1973, con dirección de José Luis Alonso, contó con el siguiente elenco: María Asquerino (Jimena), José Bódalo (Alfonso VI), Armando Calvo (Minaya), Charo López (María), Margarita García Ortega (Constanza), Estanis González (Obispo Jerónimo). Más adelante se incorporarían Carlos Ballesteros y Pilar Velázquez.
Posteriormente, la obra se representó en México DF (1975), con montaje de Carlos Vasallo e interpretación de Amparo Rivelles, y en Buenos Aires (1976), con Naty Mistral (Jimena), Ernesto Blanco, Villanueva Cosse, Miguel Ligero, María Luisa Robledo y Cristina Alberó.